# Heinrich Harburger
Heinrich Harburger (* 2. Oktober 1851 in Bayreuth; † 28. Februar 1916 in München) war ein bayerischer Jurist und Hochschullehrer, der unter anderem zwischen 1904 und seinem Tode 1916 Richter am Königlich Bayerischen Obersten Landesgericht war. 1912 wurde er zudem zum Präsidenten eines Senats am Königlich Bayerischen Obersten Landesgericht ernannt und übernahm damit die höchste Stelle, die ein Jude bis dahin im Justizdienst des deutschen Staates erreicht hatte.

## Leben
Heinrich Harburger, der aus einer jüdischen Familie stammte und Sohn des Schreibmaterialienhändlers Samuel Harburger war, absolvierte nach dem Besuch des Humanistischen Gymnasiums Bayreuth ein Studium der Rechtswissenschaften an der Ludwig-Maximilians-Universität München und schloss dort 1875 seine Promotion zum Doktor der Rechte. Seit dem Studium war er Mitglied der Studentenverbindung Akademischer Gesangverein München im SV. Nach Ablegung der Juristischen Staatsprüfungen sowie seiner Habilitation wurde er am 27. August 1878 Privatdozent an der Universität München und 1879 Richter am Amtsgericht München sowie 1885 Zweiter Staatsanwalt. 1890 wurde er als Landgerichtsrat selbst Richter am Landgericht München II sowie zugleich 1896 Honorarprofessor an der Ludwig-Maximilians-Universität München, an der er bis zu seinem Tode 1916 Strafrecht, Strafprozessrecht, Staatsrecht, öffentliches und privates internationales Recht lehrte.
Nachdem Harburger zwischen 1897 und 1899 Staatsanwalt beim Oberlandesgericht München war, fungierte er von 1899 bis 1904 als Oberlandesgerichtsrat als Richter am Oberlandesgericht München. Auf Anregung des Reichsjustizamtes schrieb er im Rahmen der Vorbereitung des neuen Strafgesetzbuches Diebstahl und Unterschlagung in der „Vergleichenden Darstellung des deutschen und ausländischen Strafrechts“, eine rechtsvergleichende Abhandlung zu diesen strafrechtlichen Vorschriften. 1904 wurde er als Rat zum Richter an das Königlich Bayerische Oberste Landesgericht berufen und war dort bis zu seinem Tode 1916 tätig. 1904 wurde er des Weiteren Mitglied des Geschäftsführenden Ausschusses für Vorschläge betreffend einer Strafrechtsreform im Deutschen Reich. 1912 wurde er zudem zum Präsidenten eines Senats am Königlich Bayerischen Obersten Landesgericht ernannt und übernahm damit die höchste Stelle, die ein Jude bis dahin im Justizdienst des deutschen Staates erreicht hatte. Sein Nachfolger als Senatspräsident wurde daraufhin Eduard Silbermann, der 1879 als erster Jude im Deutschen Kaiserreich Staatsanwalt wurde.
Er war ferner auswärtiges Mitglied des Pariser Gesellschaft für Rechtsvergleichung (Société de législation compareé) sowie ordentliches Mitglied des Instituts für internationales Recht (Institut de Droit international), dessen Generalsekretär er von 1897 bis 1900 und Erster Vizepräsident im Jahr 1900 war. 1913 wurde er abermals Vizepräsident der Institut de Droit international.
Aus seiner 1889 geschlossenen Ehe mit Betty Harburger gingen zwei Kinder hervor. Er wohnte auf der Karlstraße 18 in München. Mit Genehmigung vom 15. Februar 1917 wurde die Harburger-Stipendienstiftung gegründet, die Stipendien für Studienabsolventen an der Universität München vergab und von seiner Witwe verwaltet wurde.

## Veröffentlichungen
Neben seinen beruflichen Tätigkeiten verfasste er neben zahlreichen Abhandlungen für juristische Fachzeitschriften und Tageszeitungen wie zum Beispiel zum niederländischen Strafgesetzentwurf, zum strafrechtlichen Inlandsbegriff, zur sogenannten „Lusitania-Affäre“ auch mehrere Lehrbücher. Zu seinen Werken gehören:
- Die remuneratorische Schenkung. Eine civilistische Abhandlung, 1875 (Onlineversion)
- Der strafrechtliche Begriff „Inland“ und seine Beziehungen zum Völkerrecht und Staatsrecht. Drei Beiträge zum sogenannten internationalen Strafrecht, 1882 (Onlineversion)
- Strafrechtspraktikum. Strafrechtliche Fälle zum akademischen Gebrauch und zum Selbststudium, 1893 (Onlineversion)
- Diebstahl und Unterschlagung in der „Vergleichenden Darstellung des deutschen und ausländischen Strafrechts“, Bd. 6

## Hintergrundliteratur
- Wer ist’s?, Band 4, 1909, S. 522 (Onlineversion)
- Zeitschrift für Völkerrecht, Band 9, 1916, S. 600 (Onlineversion)
- Ernest Hamburger: Juden im öffentlichen Leben Deutschlands. Regierungsmitglieder, Beamte und Parlamentarier in der monarchischen Zeit 1848–1918, 1968, ISBN 978-3-16-829292-0, S. 50 (Onlineversion (Auszug))